# Xã Eldred, Quận Monroe, Pennsylvania
Xã Eldred (tiếng Anh: Eldred Township) là một xã thuộc quận Monroe, tiểu bang Pennsylvania, Hoa Kỳ. Năm 2010, dân số của xã này là 2.910 người.